# 대한민국 제15대 국회
제15대 대한민국 국회는 20세기 마지막 대한민국 국회이며 1996년 5월 30일에 개원하였다.

## 임기
4년 (1996년 5월 30일 ~ 2000년 5월 29일)

## 국회의 구성

### 의장·부의장
|            | 1996년 7월 4일 ~ 1998년 5월 29일 | 1996년 7월 4일 ~ 1998년 5월 29일 | 1998년 8월 3일 ~ 2000년 5월 29일 | 1998년 8월 3일 ~ 2000년 5월 29일 |
| 국회의장   | 김수한                           | 김수한                           | 박준규                           | 박준규                           |
| 국회부의장 | 오세응 (신한국당)                | 김영배 (새정치국민회의)          | 신상우 (한나라당)                | 김봉호 (새정치국민회의)          |

### 정당별 구성
| 교섭단체명     | 정당명                                      | 1996년 총선 당시                            | 1996년 총선 당시                            | 1996년 총선 당시       | 2000년 총선 당시        | 2000년 총선 당시        | 2000년 총선 당시        |
| 교섭단체명     | 정당명                                      | 지역구                                      | 전국구                                      | 합계                   | 지역구                  | 비례대표                | 합계                    |
| -------------- | ------------------------------------------- | ------------------------------------------- | ------------------------------------------- | ---------------------- | ----------------------- | ----------------------- | ----------------------- |
| 신한국당       | 신한국당                                    | 121석                                       | 18석                                        | 139석                  | 한나라당으로 신설합당   | 한나라당으로 신설합당   | 한나라당으로 신설합당   |
| 한나라당       | 한나라당                                    | 신한국당과 민주당 합당                      | 신한국당과 민주당 합당                      | 신한국당과 민주당 합당 | 99석                    | 23석                    | 122석                   |
| 새천년민주당   | 새천년민주당                                | 국민회의의 전신                             | 국민회의의 전신                             | 국민회의의 전신        | 85석                    | 13석                    | 98석                    |
| 새정치국민회의 | 새정치국민회의                              | 66석                                        | 13석                                        | 79석                   | 새천년민주당에 흡수합당 | 새천년민주당에 흡수합당 | 새천년민주당에 흡수합당 |
| 자유민주연합   | 자유민주연합                                | 41석                                        | 9석                                         | 50석                   | 41석                    | 9석                     | 50석                    |
| 비교섭단체     |                                             |                                             |                                             |                        |                         |                         |                         |
| 통합민주당     | 9석                                         | 6석                                         | 15석                                        | 한나라당으로 신설합당  | 한나라당으로 신설합당   | 한나라당으로 신설합당   |                         |
| 민주국민당     | 한나라당 새천년민주당 자유민주연합에서 분리 | 한나라당 새천년민주당 자유민주연합에서 분리 | 한나라당 새천년민주당 자유민주연합에서 분리 | 9석                    | 1석                     | 10석                    |                         |
| 희망의한국신당 | 자유민주연합에서 분리                       | 자유민주연합에서 분리                       | 자유민주연합에서 분리                       | 3석                    |                         | 3석                     |                         |
| 무소속         | 16석                                        |                                             | 16석                                        | 16석                   |                         | 16석                    |                         |
| 계             | 계                                          | 253석                                       | 46석                                        | 299석                  | 253석                   | 46석                    | 299석                   |

### 상임위원회
| 위원회                 | 이름   | 소속정당       |
| ---------------------- | ------ | -------------- |
| 국회운영위원회         | 서청원 | 신한국당       |
| 국회운영위원회         | 박희태 | 신한국당       |
| 국회운영위원회         | 목요상 | 신한국당       |
| 국회운영위원회         | 이상득 | 한나라당       |
| 국회운영위원회         | 하순봉 | 한나라당       |
| 법제사법위원회         | 강재섭 | 신한국당       |
| 법제사법위원회         | 변정일 | 신한국당       |
| 정무위원회             | 김인곤 | 새정치국민회의 |
| 재정경제위원회         | 황병태 | 신한국당       |
| 재정경제위원회         | 이상득 | 신한국당       |
| 재정경제위원회         | 이웅희 | 한나라당       |
| 통일외교통상위원회     | 박관용 | 신한국당       |
| 통일외교통상위원회     | 정재문 | 신한국당       |
| 통일외교통상위원회     | 박관용 | 신한국당       |
| 국방위원회             | 김영구 | 신한국당       |
| 행정자치위원회         | 이택석 | 신한국당       |
| 교육위원회             | 김현욱 | 자유민주연합   |
| 과학기술정보통신위원회 | 강창희 | 자유민주연합   |
| 과학기술정보통신위원회 | 박구일 | 자유민주연합   |
| 문화관광위원회         | 이세기 | 신한국당       |
| 농림해양수산위원회     | 김태식 | 새정치국민회의 |
| 산업자원위원회         | 손세일 | 새정치국민회의 |
| 보건복지위원회         | 신기하 | 새정치국민회의 |
| 보건복지위원회         | 채영석 | 새정치국민회의 |
| 환경노동위원회         | 이긍규 | 자유민주연합   |
| 건설교통위원회         | 백남치 | 신한국당       |
| 건설교통위원회         | 김종하 | 신한국당       |
| 정보위원회             | 김종호 | 신한국당       |

| 위원회                 | 이름   | 소속정당       |
| ---------------------- | ------ | -------------- |
| 국회운영위원회         | 한화갑 | 새정치국민회의 |
| 국회운영위원회         | 손세일 | 새정치국민회의 |
| 국회운영위원회         | 박상천 | 새정치국민회의 |
| 법제사법위원회         | 목요상 | 한나라당       |
| 정무위원회             | 김중위 | 한나라당       |
| 재정경제위원회         | 김동욱 | 한나라당       |
| 통일외교통상위원회     | 유흥수 | 한나라당       |
| 국방위원회             | 한영수 | 자유민주연합   |
| 행정자치위원회         | 이원범 | 자유민주연합   |
| 교육위원회             | 함종한 | 한나라당       |
| 과학기술정보통신위원회 | 박우병 | 한나라당       |
| 문화관광위원회         | 이협   | 새정치국민회의 |
| 농림해양수산위원회     | 김영진 | 새정치국민회의 |
| 산업자원위원회         | 서석재 | 새정치국민회의 |
| 보건복지위원회         | 김찬우 | 한나라당       |
| 환경노동위원회         | 김범명 | 자유민주연합   |
| 건설교통위원회         | 김일윤 | 한나라당       |
| 정보위원회             | 김인영 | 새정치국민회의 |

## 의석 변동
| 날짜             | 이름            | 소속정당                      | 선거구                           | 사유                                                    | 정당별 증감 | 의석 수                                                                                           |
| ---------------- | --------------- | ----------------------------- | -------------------------------- | ------------------------------------------------------- | ----------- | ------------------------------------------------------------------------------------------------- |
| 1996년 4월 24일  | 김재천          | 무소속 → 신한국당             | 경남 진주시 갑                   | 신한국당 입당                                           | ±1          | 신한국당 140석 새정치국민회의 79석 자유민주연합 50석 통합민주당 15석 무소속 15석                  |
| 1996년 4월 27일  | 원유철          | 무소속 → 신한국당             | 경기 평택시 갑                   | 신한국당 입당                                           | ±1          | 신한국당 141석 새정치국민회의 79석 자유민주연합 50석 통합민주당 15석 무소속 14석                  |
| 1996년 4월 28일  | 김화남          | 자유민주연합 → 무소속         | 경북 의성군                      | 자민련 탈당                                             | ±1          | 신한국당 141석 새정치국민회의 79석 자유민주연합 49석 통합민주당 15석 무소속 15석                  |
| 1996년 4월 29일  | 이규택          | 통합민주당 → 무소속           | 경기 여주군                      | 민주당 탈당                                             | ±1          | 신한국당 142석 새정치국민회의 79석 자유민주연합 49석 통합민주당 14석 무소속 15석                  |
| 1996년 4월 29일  | 황성균          | 무소속 → 신한국당             | 경남 사천시                      | 신한국당 입당                                           | ±1          | 신한국당 142석 새정치국민회의 79석 자유민주연합 49석 통합민주당 14석 무소속 15석                  |
| 1996년 5월 1일   | 김일윤          | 무소속 → 신한국당             | 경북 경주시 갑                   | 신한국당 입당                                           | ±1          | 신한국당 143석 새정치국민회의 79석 자유민주연합 49석 통합민주당 14석 무소속 14석                  |
| 1996년 5월 2일   | 박종우          | 무소속 → 신한국당             | 경기 김포군                      | 신한국당 입당                                           | ±1          | 신한국당 144석 새정치국민회의 79석 자유민주연합 49석 통합민주당 14석 무소속 13석                  |
| 1996년 5월 3일   | 박시균          | 무소속 → 신한국당             | 경북 영주시                      | 신한국당 입당                                           | ±1          | 신한국당 145석 새정치국민회의 79석 자유민주연합 49석 통합민주당 14석 무소속 12석                  |
| 1996년 5월 5일   | 황규선          | 통합민주당 → 무소속           | 경기 이천시                      | 민주당 탈당                                             | ±2          | 신한국당 145석 새정치국민회의 79석 자유민주연합 49석 통합민주당 12석 무소속 14석                  |
| 1996년 5월 5일   | 최욱철          | 통합민주당 → 무소속           | 강원 강릉시 을                   | 민주당 탈당                                             | ±2          | 신한국당 145석 새정치국민회의 79석 자유민주연합 49석 통합민주당 12석 무소속 14석                  |
| 1996년 5월 13일  | 이규택          | 무소속 → 신한국당             | 경기 여주군                      | 신한국당 입당                                           | ±3          | 신한국당 148석 새정치국민회의 79석 자유민주연합 49석 통합민주당 12석 무소속 11석                  |
| 1996년 5월 13일  | 황규선          | 무소속 → 신한국당             | 경기 이천시                      | 신한국당 입당                                           | ±3          | 신한국당 148석 새정치국민회의 79석 자유민주연합 49석 통합민주당 12석 무소속 11석                  |
| 1996년 5월 13일  | 최욱철          | 무소속 → 신한국당             | 강원 강릉시 을                   | 신한국당 입당                                           | ±3          | 신한국당 148석 새정치국민회의 79석 자유민주연합 49석 통합민주당 12석 무소속 11석                  |
| 1996년 5월 14일  | 백승홍          | 무소속 → 신한국당             | 대구 서구 갑                     | 신한국당 입당                                           | ±1          | 신한국당 149석 새정치국민회의 79석 자유민주연합 49석 통합민주당 12석 무소속 10석                  |
| 1996년 5월 20일  | 임진출          | 무소속 → 신한국당             | 경북 경주시 을                   | 신한국당 입당 신한국당 원내 과반수 확보                 | ±1          | 신한국당 150석 새정치국민회의 79석 자유민주연합 49석 통합민주당 12석 무소속 9석                   |
| 1996년 5월 28일  | 서훈            | 무소속 → 신한국당             | 대구 동구 을                     | 신한국당 입당                                           | ±1          | 신한국당 151석 새정치국민회의 79석 자유민주연합 49석 통합민주당 12석 무소속 8석                   |
| 1996년 6월 4일   |                 | 통합민주당 → 민주당           |                                  | 당명 변경                                               |             | 신한국당 151석 새정치국민회의 79석 자유민주연합 49석 민주당 12석 무소속 8석                       |
| 1996년 7월 31일  | 김용갑          | 무소속 → 신한국당             | 경남 밀양시                      | 신한국당 입당                                           | ±1          | 신한국당 152석 새정치국민회의 79석 자유민주연합 49석 민주당 12석 무소속 7석                       |
| 1996년 8월 27일  | 김영준          | 무소속 → 신한국당             | 경남 밀양시                      | 신한국당 입당                                           | ±1          | 신한국당 153석 새정치국민회의 79석 자유민주연합 49석 민주당 12석 무소속 6석                       |
| 1996년 12월 19일 | 류종수          | 자유민주연합 → 무소속         | 강원 춘천시 을                   | 자민련 탈당                                             | ±2          | 신한국당 153석 새정치국민회의 79석 자유민주연합 47석 민주당 12석 무소속 8석                       |
| 1996년 12월 19일 | 황학수          | 자유민주연합 → 무소속         | 강원 강릉시 갑                   | 자민련 탈당                                             | ±2          | 신한국당 153석 새정치국민회의 79석 자유민주연합 47석 민주당 12석 무소속 8석                       |
| 1996년 12월 24일 | 이재창          | 자유민주연합 → 무소속         | 경기 파주시                      | 자민련 탈당                                             | ±1          | 신한국당 156석 새정치국민회의 79석 자유민주연합 46석 민주당 12석 무소속 6석                       |
| 1996년 12월 24일 | 류종수          | 무소속 → 신한국당             | 강원 춘천시 을                   | 신한국당 입당                                           |             | 신한국당 156석 새정치국민회의 79석 자유민주연합 46석 민주당 12석 무소속 6석                       |
| 1996년 12월 24일 | 황학수          | 무소속 → 신한국당             | 강원 강릉시 갑                   | 신한국당 입당                                           |             | 신한국당 156석 새정치국민회의 79석 자유민주연합 46석 민주당 12석 무소속 6석                       |
| 1996년 12월 24일 | 권정달          | 무소속 → 신한국당             | 경북 안동시 을                   | 신한국당 입당                                           |             | 신한국당 156석 새정치국민회의 79석 자유민주연합 46석 민주당 12석 무소속 6석                       |
| 1996년 12월 26일 | 이재창          | 무소속 → 신한국당             | 경기 파주시                      | 신한국당 입당                                           | ±1          | 신한국당 157석 새정치국민회의 79석 자유민주연합 46석 민주당 12석 무소속 5석                       |
| 1996년 12월 30일 | 조철구          | 새정치국민회의                | 인천 서구                        | 사망                                                    | -1          | 신한국당 157석 새정치국민회의 78석 자유민주연합 46석 민주당 12석 무소속 5석                       |
| 1997년 1월 13일  | 이병희          | 자유민주연합                  | 경기 수원시 장안구               | 사망                                                    | -1          | 신한국당 157석 새정치국민회의 78석 자유민주연합 45석 민주당 12석 무소속 5석                       |
| 1997년 1월 24일  | 장을병          | 민주당 → 무소속               | 강원 삼척시                      | 민주당 탈당                                             | ±1          | 신한국당 157석 새정치국민회의 78석 자유민주연합 45석 민주당 11석 무소속 6석                       |
| 1997년 3월 5일   | 조한천          | 새정치국민회의                | 인천 서구                        | 재보궐선거 당선                                         | +1          | 신한국당 157석 새정치국민회의 79석 자유민주연합 46석 민주당 11석 무소속 6석                       |
| 1997년 3월 5일   | 이태섭          | 자유민주연합                  | 경기 수원시 장안구               | 재보궐선거 당선                                         | +1          | 신한국당 157석 새정치국민회의 79석 자유민주연합 46석 민주당 11석 무소속 6석                       |
| 1997년 4월 11일  | 조종석          | 자유민주연합                  | 충남 예산군                      | 대법원에서 공직선거법 위반 혐의로 당선무효형 확정       | -1          | 신한국당 157석 새정치국민회의 79석 자유민주연합 45석 민주당 11석 무소속 6석                       |
| 1997년 4월 17일  | 허화평          | 무소속                        | 경북 포항시 북구                 | 대법원에서 12.12 군사반란 유죄로 의원직 상실            | -1          | 신한국당 157석 새정치국민회의 79석 자유민주연합 45석 민주당 11석 무소속 5석                       |
| 1997년 7월 18일  | 권수창          | 자유민주연합                  | 경기 안양시 만안구               | 사망                                                    | -1          | 신한국당 157석 새정치국민회의 79석 자유민주연합 44석 민주당 11석 무소속 5석                       |
| 1997년 7월 24일  | 오장섭          | 신한국당                      | 충남 예산군                      | 재보궐선거 당선                                         | +1          | 신한국당 158석 새정치국민회의 79석 자유민주연합 45석 민주당 11석 무소속 5석                       |
| 1997년 7월 24일  | 박태준          | 자유민주연합                  | 경북 포항시 북구                 | 재보궐선거 당선                                         | +1          | 신한국당 158석 새정치국민회의 79석 자유민주연합 45석 민주당 11석 무소속 5석                       |
| 1997년 8월 6일   | 신기하          | 새정치국민회의                | 광주 동구                        | 대한항공 801편 추락 사고로 인해 사망                    | -1          | 신한국당 158석 새정치국민회의 78석 자유민주연합 45석 민주당 11석 무소속 5석                       |
| 1997년 8월 12일  | 강경식          | 신한국당 → 무소속             | 부산 동래구 을                   | 신한국당 탈당                                           | ±1          | 신한국당 157석 새정치국민회의 78석 자유민주연합 45석 민주당 11석 무소속 6석                       |
| 1997년 8월 29일  | 이석현          | 새정치국민회의 → 무소속       | 경기 안양시 동안구 을            | 국민회의 탈당                                           | ±1          | 신한국당 157석 새정치국민회의 77석 자유민주연합 45석 민주당 11석 무소속 7석                       |
| 1997년 9월 4일   | 김일주          | 자유민주연합                  | 경기 안양시 만안구               | 재보궐선거 당선                                         | +1          | 신한국당 157석 새정치국민회의 77석 자유민주연합 46석 민주당 11석 무소속 7석                       |
| 1997년 10월 28일 | 이만섭          | 신한국당                      | 전국구                           | 이만섭 탈당으로 의원직 상실 김찬진 승계                 | ±1          | 신한국당 157석 새정치국민회의 77석 자유민주연합 46석 민주당 11석 무소속 7석                       |
| 1997년 10월 28일 | 김찬진          | 신한국당                      | 전국구                           | 이만섭 탈당으로 의원직 상실 김찬진 승계                 | ±1          | 신한국당 157석 새정치국민회의 77석 자유민주연합 46석 민주당 11석 무소속 7석                       |
| 1997년 10월 31일 | 한이헌          | 신한국당 → 무소속             | 부산 북구·강서구 을              | 신한국당 탈당                                           | ±3          | 신한국당 154석 새정치국민회의 77석 자유민주연합 46석 민주당 11석 무소속 10석                      |
| 1997년 10월 31일 | 김운환          | 신한국당 → 무소속             | 부산 해운대구·기장군 을          | 신한국당 탈당                                           | ±3          | 신한국당 154석 새정치국민회의 77석 자유민주연합 46석 민주당 11석 무소속 10석                      |
| 1997년 10월 31일 | 서석재          | 신한국당 → 무소속             | 부산 사하구 갑                   | 신한국당 탈당                                           | ±3          | 신한국당 154석 새정치국민회의 77석 자유민주연합 46석 민주당 11석 무소속 10석                      |
| 1997년 11월 2일  | 김학원          | 신한국당 → 무소속             | 서울 성동구 을                   | 신한국당 탈당                                           | ±4          | 신한국당 150석 새정치국민회의 77석 자유민주연합 46석 민주당 11석 무소속 14석                      |
| 1997년 11월 2일  | 박범진          | 신한국당 → 무소속             | 서울 양천구 갑                   | 신한국당 탈당                                           | ±4          | 신한국당 150석 새정치국민회의 77석 자유민주연합 46석 민주당 11석 무소속 14석                      |
| 1997년 11월 2일  | 원유철          | 신한국당 → 무소속             | 경기 평택시 갑                   | 신한국당 탈당                                           | ±4          | 신한국당 150석 새정치국민회의 77석 자유민주연합 46석 민주당 11석 무소속 14석                      |
| 1997년 11월 2일  | 이용삼          | 신한국당 → 무소속             | 강원 철원군·화천군·양구군        | 신한국당 탈당                                           | ±4          | 신한국당 150석 새정치국민회의 77석 자유민주연합 46석 민주당 11석 무소속 14석                      |
| 1997년 11월 4일  | 김학원          | 무소속 → 국민신당             | 서울 성동구 을                   | 국민신당 창당                                           | ±8          | 신한국당 150석 새정치국민회의 77석 자유민주연합 47석 민주당 11석 국민신당 8석 무소속 5석          |
| 1997년 11월 4일  | 박범진          | 무소속 → 국민신당             | 서울 양천구 갑                   | 국민신당 창당                                           | ±8          | 신한국당 150석 새정치국민회의 77석 자유민주연합 47석 민주당 11석 국민신당 8석 무소속 5석          |
| 1997년 11월 4일  | 한이헌          | 무소속 → 국민신당             | 부산 북구·강서구 을              | 국민신당 창당                                           | ±8          | 신한국당 150석 새정치국민회의 77석 자유민주연합 47석 민주당 11석 국민신당 8석 무소속 5석          |
| 1997년 11월 4일  | 김운환          | 무소속 → 국민신당             | 부산 해운대구·기장군 을          | 국민신당 창당                                           | ±8          | 신한국당 150석 새정치국민회의 77석 자유민주연합 47석 민주당 11석 국민신당 8석 무소속 5석          |
| 1997년 11월 4일  | 서석재          | 무소속 → 국민신당             | 부산 사하구 갑                   | 국민신당 창당                                           | ±8          | 신한국당 150석 새정치국민회의 77석 자유민주연합 47석 민주당 11석 국민신당 8석 무소속 5석          |
| 1997년 11월 4일  | 원유철          | 무소속 → 국민신당             | 경기 평택시 갑                   | 국민신당 창당                                           | ±8          | 신한국당 150석 새정치국민회의 77석 자유민주연합 47석 민주당 11석 국민신당 8석 무소속 5석          |
| 1997년 11월 4일  | 이용삼          | 무소속 → 국민신당             | 강원 철원군·화천군·양구군        | 국민신당 창당                                           | ±8          | 신한국당 150석 새정치국민회의 77석 자유민주연합 47석 민주당 11석 국민신당 8석 무소속 5석          |
| 1997년 11월 4일  | 장을병          | 무소속 → 국민신당             | 강원 삼척시                      | 국민신당 창당                                           | ±8          | 신한국당 150석 새정치국민회의 77석 자유민주연합 47석 민주당 11석 국민신당 8석 무소속 5석          |
| 1997년 11월 4일  | 박태준          | 무소속 → 자유민주연합         | 경북 포항시 북구                 | 자민련 입당                                             | ±1          | 신한국당 150석 새정치국민회의 77석 자유민주연합 47석 민주당 11석 국민신당 8석 무소속 5석          |
| 1997년 11월 12일 | 이의익          | 자유민주연합 → 신한국당       | 대구 북구 갑                     | 당적변경                                                | ±1          | 신한국당 151석 새정치국민회의 77석 자유민주연합 46석 민주당 11석 국민신당 8석 무소속 5석          |
| 1997년 11월 19일 | 안택수          | 자유민주연합 → 신한국당       | 대구 북구 을                     | 당적변경                                                | ±2          | 신한국당 153석 새정치국민회의 77석 자유민주연합 44석 민주당 11석 국민신당 8석 무소속 5석          |
| 1997년 11월 19일 | 박종근          | 자유민주연합 → 신한국당       | 대구 달서구 갑                   | 당적변경                                                | ±2          | 신한국당 153석 새정치국민회의 77석 자유민주연합 44석 민주당 11석 국민신당 8석 무소속 5석          |
| 1997년 11월 21일 |                 | 신한국당·민주당 → 한나라당    |                                  | 신한국당과 민주당의 합당으로 한나라당 출범              | ±11         | 한나라당 164석 새정치국민회의 77석 자유민주연합 44석 국민신당 8석 무소속 5석                      |
| 1997년 11월 26일 | 이회창          | 한나라당                      | 전국구                           | 이회창 15대 대통령 선거 출마로 사퇴 이찬진 승계         | ±1          | 한나라당 164석 새정치국민회의 77석 자유민주연합 44석 국민신당 8석 무소속 5석                      |
| 1997년 11월 26일 | 이찬진          | 한나라당                      | 전국구                           | 이회창 15대 대통령 선거 출마로 사퇴 이찬진 승계         | ±1          | 한나라당 164석 새정치국민회의 77석 자유민주연합 44석 국민신당 8석 무소속 5석                      |
| 1997년 11월 28일 | 이해봉          | 무소속 → 한나라당             | 대구 달서구 을                   | 한나라당 입당                                           | ±1          | 한나라당 165석 새정치국민회의 77석 자유민주연합 44석 국민신당 8석 무소속 4석                      |
| 1997년 12월 18일 | 이영일          | 새정치국민회의                | 광주 동구                        | 재보궐선거 당선                                         | +1          | 한나라당 165석 새정치국민회의 78석 자유민주연합 44석 국민신당 8석 무소속 4석                      |
| 1997년 12월 26일 | 홍인길          | 한나라당                      | 부산 서구                        | 대법원에서 공직선거법 위반으로 의원직 상실              | -2          | 한나라당 163석 새정치국민회의 78석 자유민주연합 43석 국민신당 8석 무소속 4석                      |
| 1997년 12월 26일 | 황병태          | 한나라당                      | 경북 문경시·예천군               | 대법원에서 공직선거법 위반으로 의원직 상실              | -2          | 한나라당 163석 새정치국민회의 78석 자유민주연합 43석 국민신당 8석 무소속 4석                      |
| 1997년 12월 26일 | 김화남          | 자유민주연합                  | 경북 의성군                      | 대법원에서 공직선거법 위반으로 의원직 상실              | -1          | 한나라당 163석 새정치국민회의 78석 자유민주연합 43석 국민신당 8석 무소속 4석                      |
| 1997년 12월 26일 | 정재철 → 김정숙 | 한나라당                      | 전국구                           | 정재철 의원직 상실 김정숙 승계                          |             | 한나라당 163석 새정치국민회의 78석 자유민주연합 43석 국민신당 8석 무소속 4석                      |
| 1997년 12월 26일 | 권노갑 → 송현섭 | 새정치국민회의                | 전국구                           | 권노갑 의원직 상실 송현섭 승계                          |             | 한나라당 163석 새정치국민회의 78석 자유민주연합 43석 국민신당 8석 무소속 4석                      |
| 1998년 2월 17일  | 김석원          | 한나라당                      | 대구 달성군                      | 개인 사정상으로 인해 의원직 사퇴                        | -1          | 한나라당 162석 새정치국민회의 78석 자유민주연합 43석 국민신당 8석 무소속 4석                      |
| 1998년 2월 21일  | 이명박          | 한나라당                      | 서울 종로구                      | 개인 사정상으로 인해 의원직 사퇴                        | -1          | 한나라당 161석 새정치국민회의 78석 자유민주연합 43석 국민신당 8석 무소속 4석                      |
| 1998년 3월 2일   | 이석현          | 무소속 → 새정치국민회의       | 경기 안양시 동안구 을            | 국민회의 복당                                           | ±1          | 한나라당 161석 새정치국민회의 79석 자유민주연합 43석 국민신당 8석 무소속 3석                      |
| 1998년 3월 6일   | 한호선 → 강종희 | 자유민주연합                  | 전국구                           | 한호선 강원지사 출마로 사퇴 강종희 승계                 |             | 한나라당 161석 새정치국민회의 79석 자유민주연합 43석 국민신당 8석 무소속 3석                      |
| 1998년 3월 13일  | 남평우          | 한나라당                      | 경기 수원시 팔달구               | 사망                                                    | -1          | 한나라당 160석 새정치국민회의 79석 자유민주연합 43석 국민신당 8석 무소속 3석                      |
| 1998년 3월 24일  | 최욱철          | 한나라당                      | 강원 강릉시 을                   | 대법원에서 공직선거법 위반으로 당선무효형 확정          | -1          | 한나라당 159석 새정치국민회의 79석 자유민주연합 43석 국민신당 8석 무소속 3석                      |
| 1998년 4월 2일   | 정문화          | 한나라당                      | 부산 서구                        | 재보궐선거 당선                                         | +4          | 한나라당 163석 새정치국민회의 79석 자유민주연합 43석 국민신당 8석 무소속 3석                      |
| 1998년 4월 2일   | 박근혜          | 한나라당                      | 대구 달성군                      | 재보궐선거 당선                                         | +4          | 한나라당 163석 새정치국민회의 79석 자유민주연합 43석 국민신당 8석 무소속 3석                      |
| 1998년 4월 2일   | 신영국          | 한나라당                      | 경북 문경시·예천군               | 재보궐선거 당선                                         | +4          | 한나라당 163석 새정치국민회의 79석 자유민주연합 43석 국민신당 8석 무소속 3석                      |
| 1998년 4월 2일   | 정창화          | 한나라당                      | 경북 의성군                      | 재보궐선거 당선                                         | +4          | 한나라당 163석 새정치국민회의 79석 자유민주연합 43석 국민신당 8석 무소속 3석                      |
| 1998년 4월 3일   | 김종호          | 한나라당 → 자유민주연합       | 충북 괴산군                      | 당적변경                                                | ±2          | 한나라당 161석 새정치국민회의 79석 자유민주연합 45석 국민신당 8석 무소속 3석                      |
| 1998년 4월 3일   | 박세직          | 한나라당 → 자유민주연합       | 경북 구미시 갑                   | 당적변경                                                | ±2          | 한나라당 161석 새정치국민회의 79석 자유민주연합 45석 국민신당 8석 무소속 3석                      |
| 1998년 4월 6일   | 김기재          | 한나라당                      | 부산 해운대구·기장군 을          | 부산시장 출마로 사퇴                                    | -2          | 한나라당 159석 새정치국민회의 79석 자유민주연합 45석 국민신당 8석 무소속 3석                      |
| 1998년 4월 6일   | 손학규          | 한나라당                      | 경기 광명시 을                   | 경기지사 출마로 사퇴                                    | -2          | 한나라당 159석 새정치국민회의 79석 자유민주연합 45석 국민신당 8석 무소속 3석                      |
| 1998년 4월 14일  | 이홍구 → 조익현 | 한나라당                      | 전국구                           | 이홍구 탈당으로 의원직 상실 조익현 승계                 |             | 한나라당 159석 새정치국민회의 79석 자유민주연합 45석 국민신당 8석 무소속 3석                      |
| 1998년 4월 16일  | 오장섭          | 한나라당 → 자유민주연합       | 충남 예산군                      | 당적변경                                                | ±1          | 한나라당 158석 새정치국민회의 79석 자유민주연합 46석 국민신당 8석 무소속 3석                      |
| 1998년 4월 29일  | 서정화          | 한나라당 → 새정치국민회의     | 인천 중구·동구·옹진군            | 당적변경                                                | ±5          | 한나라당 152석 새정치국민회의 84석 자유민주연합 46석 국민신당 8석 무소속 3석                      |
| 1998년 4월 29일  | 이강희          | 한나라당 → 새정치국민회의     | 인천 남구 을                     | 당적변경                                                | ±5          | 한나라당 152석 새정치국민회의 84석 자유민주연합 46석 국민신당 8석 무소속 3석                      |
| 1998년 4월 29일  | 서한샘          | 한나라당 → 새정치국민회의     | 인천 연수구                      | 당적변경                                                | ±5          | 한나라당 152석 새정치국민회의 84석 자유민주연합 46석 국민신당 8석 무소속 3석                      |
| 1998년 4월 29일  | 김인영          | 한나라당 → 새정치국민회의     | 경기 수원시 권선구               | 당적변경                                                | ±5          | 한나라당 152석 새정치국민회의 84석 자유민주연합 46석 국민신당 8석 무소속 3석                      |
| 1998년 4월 29일  | 이성호          | 한나라당 → 새정치국민회의     | 경기 남양주시                    | 당적변경                                                | ±5          | 한나라당 152석 새정치국민회의 84석 자유민주연합 46석 국민신당 8석 무소속 3석                      |
| 1998년 4월 29일  | 최병렬          | 한나라당                      | 서울 서초구 갑                   | 서울시장 출마로 사퇴                                    | -1          | 한나라당 152석 새정치국민회의 84석 자유민주연합 46석 국민신당 8석 무소속 3석                      |
| 1998년 5월 2일   | 이의익          | 한나라당                      | 대구 북구 갑                     | 대구시장 출마로 사퇴                                    | -1          | 한나라당 150석 새정치국민회의 84석 자유민주연합 47석 국민신당 8석 무소속 3석                      |
| 1998년 5월 2일   | 이완구          | 한나라당 → 자유민주연합       | 충남 청양군·홍성군               | 당적변경                                                | ±1          | 한나라당 150석 새정치국민회의 84석 자유민주연합 47석 국민신당 8석 무소속 3석                      |
| 1998년 5월 4일   | 김명섭          | 한나라당 →무소속              | 서울 영등포구 갑                 | 한나라당 탈당 한나라당 원내 과반수 붕괴                 | ±1          | 한나라당 149석 새정치국민회의 84석 자유민주연합 47석 국민신당 8석 무소속 4석                      |
| 1998년 5월 11일  | 김명섭          | 무소속 →새정치국민회의        | 서울 영등포구 갑                 | 국민회의 입당                                           | ±1          | 한나라당 149석 새정치국민회의 85석 자유민주연합 47석 국민신당 8석 무소속 3석                      |
| 1998년 5월 19일  | 이찬진 → 안재홍 | 한나라당                      | 전국구                           | 이찬진 사퇴 안재홍 승계                                 |             | 한나라당 149석 새정치국민회의 85석 자유민주연합 47석 국민신당 8석 무소속 3석                      |
| 1998년 6월 22일  | 이택석          | 한나라당 → 자유민주연합       | 경기 고양시 일산구               | 당적변경                                                | ±1          | 한나라당 148석 새정치국민회의 85석 자유민주연합 48석 국민신당 8석 무소속 3석                      |
| 1998년 6월 23일  | 정영훈          | 한나라당 → 새정치국민회의     | 경기 하남시·광주군               | 당적변경                                                | ±1          | 한나라당 147석 새정치국민회의 86석 자유민주연합 48석 국민신당 8석 무소속 3석                      |
| 1998년 7월 21일  | 박원홍          | 한나라당                      | 서울 서초구 갑                   | 재보궐선거 당선 한나라당 원내 과반수 확보               | +4          | 한나라당 151석 새정치국민회의 88석 자유민주연합 49석 국민신당 8석 무소속 3석                      |
| 1998년 7월 21일  | 박승국          | 한나라당                      | 대구 북구 갑                     | 재보궐선거 당선 한나라당 원내 과반수 확보               | +4          | 한나라당 151석 새정치국민회의 88석 자유민주연합 49석 국민신당 8석 무소속 3석                      |
| 1998년 7월 21일  | 남경필          | 한나라당                      | 경기 수원시 팔달구               | 재보궐선거 당선 한나라당 원내 과반수 확보               | +4          | 한나라당 151석 새정치국민회의 88석 자유민주연합 49석 국민신당 8석 무소속 3석                      |
| 1998년 7월 21일  | 조순            | 한나라당                      | 강원 강릉시 을                   | 재보궐선거 당선 한나라당 원내 과반수 확보               | +4          | 한나라당 151석 새정치국민회의 88석 자유민주연합 49석 국민신당 8석 무소속 3석                      |
| 1998년 7월 21일  | 노무현          | 새정치국민회의                | 서울 종로구                      | 재보궐선거 당선                                         | +2          | 한나라당 151석 새정치국민회의 88석 자유민주연합 49석 국민신당 8석 무소속 3석                      |
| 1998년 7월 21일  | 조세형          | 새정치국민회의                | 경기 광명시 을                   | 재보궐선거 당선                                         | +2          | 한나라당 151석 새정치국민회의 88석 자유민주연합 49석 국민신당 8석 무소속 3석                      |
| 1998년 7월 21일  | 김동주          | 자유민주연합                  | 부산 해운대구·기장군 을          | 재보궐선거 당선                                         | +1          | 한나라당 151석 새정치국민회의 88석 자유민주연합 49석 국민신당 8석 무소속 3석                      |
| 1998년 8월 25일  | 홍문종          | 한나라당 → 무소속             | 경기 의정부시                    | 한나라당 탈당                                           | ±1          | 한나라당 150석 새정치국민회의 88석 자유민주연합 49석 국민신당 8석 무소속 4석                      |
| 1998년 8월 31일  | 노승우          | 한나라당 → 무소속             | 서울 동대문구 갑                 | 한나라당 탈당 한나라당 원내 과반수 붕괴                 | ±2          | 한나라당 148석 새정치국민회의 88석 자유민주연합 49석 국민신당 8석 무소속 6석                      |
| 1998년 8월 31일  | 김기수          | 한나라당 → 무소속             | 강원 영월군·평창군               | 한나라당 탈당 한나라당 원내 과반수 붕괴                 | ±2          | 한나라당 148석 새정치국민회의 88석 자유민주연합 49석 국민신당 8석 무소속 6석                      |
| 1998년 9월 1일   | 김학원          | 국민신당 → 자유민주연합       | 서울 성동구 을                   | 당적변경                                                | ±1          | 한나라당 147석 새정치국민회의 89석 자유민주연합 51석 국민신당 7석 무소속 5석                      |
| 1998년 9월 1일   | 김기수          | 무소속 → 자유민주연합         | 강원 영월군·평창군               | 당적변경                                                | ±1          | 한나라당 147석 새정치국민회의 89석 자유민주연합 51석 국민신당 7석 무소속 5석                      |
| 1998년 9월 1일   | 권정달          | 한나라당 → 새정치국민회의     | 경북 안동시 을                   | 당적변경                                                | ±1          | 한나라당 147석 새정치국민회의 89석 자유민주연합 51석 국민신당 7석 무소속 5석                      |
| 1998년 9월 4일   | 김충일          | 한나라당 → 새정치국민회의     | 서울 중랑구 을                   | 당적변경                                                | ±1          | 한나라당 145석 새정치국민회의 90석 자유민주연합 52석 국민신당 7석 무소속 5석                      |
| 1998년 9월 4일   | 차수명          | 한나라당 → 자유민주연합       | 경남 울산시 남구 갑              | 당적변경                                                | ±1          | 한나라당 145석 새정치국민회의 90석 자유민주연합 52석 국민신당 7석 무소속 5석                      |
| 1998년 9월 5일   | 이재명          | 한나라당 → 새정치국민회의     | 인천 부평구 을                   | 당적변경                                                | ±1          | 한나라당 144석 새정치국민회의 91석 자유민주연합 52석 국민신당 7석 무소속 5석                      |
| 1998년 9월 8일   | 유용태          | 한나라당 → 새정치국민회의     | 서울 동작구 을                   | 당적변경                                                | ±4          | 한나라당 140석 새정치국민회의 95석 자유민주연합 52석 국민신당 7석 무소속 5석                      |
| 1998년 9월 8일   | 김길환          | 한나라당 → 새정치국민회의     | 경기 가평군·양평군               | 당적변경                                                | ±4          | 한나라당 140석 새정치국민회의 95석 자유민주연합 52석 국민신당 7석 무소속 5석                      |
| 1998년 9월 8일   | 박종우          | 한나라당 → 새정치국민회의     | 경기 김포군                      | 당적변경                                                | ±4          | 한나라당 140석 새정치국민회의 95석 자유민주연합 52석 국민신당 7석 무소속 5석                      |
| 1998년 9월 8일   | 송훈석          | 한나라당 → 새정치국민회의     | 강원 속초시·고성군·양양군·인제군 | 당적변경                                                | ±4          | 한나라당 140석 새정치국민회의 95석 자유민주연합 52석 국민신당 7석 무소속 5석                      |
| 1998년 9월 11일  | 장영철          | 한나라당 → 새정치국민회의     | 경북 군위군·칠곡군               | 당적변경                                                | ±1          | 한나라당 139석 새정치국민회의 96석 자유민주연합 52석 국민신당 7석 무소속 5석                      |
| 1998년 9월 14일  | 이규정          | 한나라당 → 새정치국민회의     | 경남 울산시 남구 을              | 당적변경                                                | ±1          | 한나라당 138석 새정치국민회의 97석 자유민주연합 52석 국민신당 7석 무소속 5석                      |
| 1998년 9월 28일  | 박범진          | 국민신당 → 새정치국민회의     | 서울 양천구 갑                   | 당적변경                                                | ±1          | 한나라당 138석 새정치국민회의 103석 자유민주연합 52석 무소속 6석                                  |
| 1998년 9월 28일  | 김운환          | 국민신당 → 새정치국민회의     | 부산 해운대구·기장군 을          | 당적변경                                                | ±1          | 한나라당 138석 새정치국민회의 103석 자유민주연합 52석 무소속 6석                                  |
| 1998년 9월 28일  | 서석재          | 국민신당 → 새정치국민회의     | 부산 사하구 갑                   | 당적변경                                                | ±1          | 한나라당 138석 새정치국민회의 103석 자유민주연합 52석 무소속 6석                                  |
| 1998년 9월 28일  | 원유철          | 국민신당 → 새정치국민회의     | 경기 평택시 갑                   | 당적변경                                                | ±1          | 한나라당 138석 새정치국민회의 103석 자유민주연합 52석 무소속 6석                                  |
| 1998년 9월 28일  | 이용삼          | 국민신당 → 새정치국민회의     | 강원 철원군·화천군·양구군        | 당적변경                                                | ±1          | 한나라당 138석 새정치국민회의 103석 자유민주연합 52석 무소속 6석                                  |
| 1998년 9월 28일  | 장을병          | 국민신당 → 새정치국민회의     | 강원 삼척시                      | 당적변경                                                | ±1          | 한나라당 138석 새정치국민회의 103석 자유민주연합 52석 무소속 6석                                  |
| 1998년 9월 28일  | 한이헌          | 국민신당 → 무소속             | 부산 북구·강서구 을              | 국민신당 탈당                                           | ±1          | 한나라당 138석 새정치국민회의 103석 자유민주연합 52석 무소속 6석                                  |
| 1998년 10월 16일 | 황학수          | 한나라당 → 새정치국민회의     | 강원 강릉시 갑                   | 당적변경                                                | ±1          | 한나라당 137석 새정치국민회의 104석 자유민주연합 52석 무소속 6석                                  |
| 1998년 10월 28일 | 노승우          | 무소속 → 자유민주연합         | 서울 동대문구 갑                 | 자민련 입당                                             | ±1          | 한나라당 137석 새정치국민회의 104석 자유민주연합 53석 무소속 5석                                  |
| 1998년 11월 17일 | 조중연 → 이형배 | 한나라당                      | 전국구                           | 조중연 사망 이형배 승계                                 |             | 한나라당 137석 새정치국민회의 104석 자유민주연합 53석 무소속 5석                                  |
| 1998년 11월 24일 | 홍문종          | 무소속 → 새정치국민회의       | 경기 의정부시                    | 국민회의 입당                                           | ±1          | 한나라당 137석 새정치국민회의 105석 자유민주연합 53석 무소속 4석                                  |
| 1998년 12월 22일 | 이신행          | 한나라당                      | 서울 구로구 을                   | 대법원에서 당선무효형 확정으로 의원직 상실              | -1          | 한나라당 136석 새정치국민회의 105석 자유민주연합 53석 무소속 4석                                  |
| 1999년 2월 9일   | 제정구          | 한나라당                      | 경기 시흥시                      | 사망                                                    | -1          | 한나라당 135석 새정치국민회의 105석 자유민주연합 53석 무소속 4석                                  |
| 1999년 3월 3일   | 김한길 → 이훈평 | 새정치국민회의                | 전국구                           | 김한길 청와대 정책수석 임명으로 의원직 사퇴 이훈평 승계 |             | 한나라당 135석 새정치국민회의 105석 자유민주연합 53석 무소속 4석                                  |
| 1999년 3월 9일   | 홍준표          | 한나라당                      | 서울 송파구 갑                   | 대법원에서 당선무효형 확정으로 의원직 상실              | -1          | 한나라당 134석 새정치국민회의 105석 자유민주연합 53석 무소속 4석                                  |
| 1999년 3월 12일  | 이기문          | 새정치국민회의                | 인천 계양구·강화군 갑            | 대법원에서 당선무효형 확정으로 의원직 상실              | -1          | 한나라당 134석 새정치국민회의 104석 자유민주연합 53석 무소속 4석                                  |
| 1999년 3월 30일  | 한광옥          | 새정치국민회의                | 서울 구로구 을                   | 재보궐선거 당선                                         | +1          | 한나라당 134석 새정치국민회의 105석 자유민주연합 54석 무소속 4석                                  |
| 1999년 3월 30일  | 김의재          | 자유민주연합                  | 경기 시흥시                      | 재보궐선거 당선                                         | +1          | 한나라당 134석 새정치국민회의 105석 자유민주연합 54석 무소속 4석                                  |
| 1999년 3월 31일  | 정상천 → 송업교 | 자유민주연합                  | 전국구                           | 정상천 해양수산부 장관 임명으로 의원직 사퇴 송업교 승계 |             | 한나라당 134석 새정치국민회의 105석 자유민주연합 54석 무소속 4석                                  |
| 1999년 5월 25일  | 천용택 → 김태랑 | 새정치국민회의                | 전국구                           | 천용택 국가정보원장 임명으로 의원직 사퇴 김태랑 승계    |             | 한나라당 134석 새정치국민회의 105석 자유민주연합 54석 무소속 4석                                  |
| 1999년 6월 3일   | 이회창          | 한나라당                      | 서울 송파구 갑                   | 재보궐선거 당선                                         | +2          | 한나라당 136석 새정치국민회의 105석 자유민주연합 54석 무소속 4석                                  |
| 1999년 6월 3일   | 안상수          | 한나라당                      | 인천 계양구·강화군 갑            | 재보궐선거 당선                                         | +2          | 한나라당 136석 새정치국민회의 105석 자유민주연합 54석 무소속 4석                                  |
| 1999년 6월 8일   | 이상현          | 한나라당 → 자유민주연합       | 서울 관악구 갑                   | 당적변경                                                | ±1          | 한나라당 135석 새정치국민회의 105석 자유민주연합 55석 무소속 4석                                  |
| 1999년 8월 20일  | 이웅희          | 한나라당 → 무소속             | 경기 용인시                      | 한나라당 탈당                                           | ±1          | 한나라당 134석 새정치국민회의 105석 자유민주연합 55석 무소속 5석                                  |
| 1999년 9월 6일   | 서상목          | 한나라당                      | 서울 강남구 갑                   | 개인적 사정으로 인해 의원직 사퇴                        | -1          | 한나라당 133석 새정치국민회의 105석 자유민주연합 55석 무소속 5석                                  |
| 1999년 10월 21일 | 이미경          | 한나라당 → 무소속             | 전국구                           | 당론 거부로 제명으로 한나라당 탈당                      | ±2          | 한나라당 131석 새정치국민회의 105석 자유민주연합 55석 무소속 7석                                  |
| 1999년 10월 21일 | 이수인          | 한나라당 → 무소속             | 전국구                           | 당론 거부로 제명으로 한나라당 탈당                      | ±2          | 한나라당 131석 새정치국민회의 105석 자유민주연합 55석 무소속 7석                                  |
| 1999년 11월 23일 | 강현욱          | 한나라당 → 무소속             | 전북 군산시 을                   | 한나라당 탈당                                           | ±1          | 한나라당 131석 새정치국민회의 105석 자유민주연합 55석 무소속 8석                                  |
| 1999년 11월 26일 | 한광옥          | 새정치국민회의 → 무소속       | 서울 구로구 을                   | 국민회의 탈당                                           | ±2          | 한나라당 131석 새정치국민회의 103석 자유민주연합 55석 무소속 10석                                 |
| 1999년 11월 26일 | 남궁진          | 새정치국민회의 → 무소속       | 경기 광명시 갑                   | 국민회의 탈당                                           | ±2          | 한나라당 131석 새정치국민회의 103석 자유민주연합 55석 무소속 10석                                 |
| 1999년 12월 29일 | 이한동          | 한나라당 → 자유민주연합       | 경기 연천군·포천군               | 당적변경                                                | ±1          | 한나라당 130석 새정치국민회의 103석 자유민주연합 55석 무소속 11석                                 |
| 1999년 12월 29일 | 김용환          | 자유민주연합 → 무소속         | 충남 보령시                      | 자민련 탈당                                             | ±1          | 한나라당 130석 새정치국민회의 103석 자유민주연합 55석 무소속 11석                                 |
| 2000년 1월 13일  | 김칠환          | 자유민주연합 → 무소속         | 대전 동구 갑                     | 자민련 탈당                                             | ±2          | 한나라당 130석 새정치국민회의 103석 자유민주연합 53석 무소속 13석                                 |
| 2000년 1월 13일  | 오용운          | 자유민주연합 → 무소속         | 충북 청주시 흥덕구               | 자민련 탈당                                             | ±2          | 한나라당 130석 새정치국민회의 103석 자유민주연합 53석 무소속 13석                                 |
| 2000년 1월 20일  |                 | 새정치국민회의 → 새천년민주당 |                                  | 당명변경                                                |             | 한나라당 130석 새천년민주당 103석 자유민주연합 53석 무소속 13석                                   |
| 2000년 1월 27일  | 홍사덕          | 무소속 → 한나라당             | 서울 강남구 을                   | 한나라당 입당                                           | ±1          | 한나라당 131석 새천년민주당 103석 자유민주연합 53석 무소속 12석                                   |
| 2000년 2월 7일   | 지대섭 → 주양자 | 자유민주연합                  | 전국구                           | 지대섭 탈당으로 의원직 상실 주양자 승계                 |             | 한나라당 131석 새천년민주당 103석 자유민주연합 53석 무소속 12석                                   |
| 2000년 2월 9일   | 김칠환          | 무소속 → 한나라당             | 대전 동구 갑                     | 한나라당 입당                                           | ±1          | 한나라당 132석 새천년민주당 103석 자유민주연합 53석 무소속 11석                                   |
| 2000년 2월 11일  | 정한용          | 새천년민주당 → 무소속         | 서울 구로구 갑                   | 새천년민주당 탈당                                       | ±1          | 한나라당 132석 새천년민주당 102석 자유민주연합 53석 무소속 12석                                   |
| 2000년 2월 15일  | 김용환          | 무소속 → 희망의한국신당       | 충남 보령시                      | 희망의한국신당 창당                                     | ±1          | 한나라당 132석 새천년민주당 102석 자유민주연합 53석 희망의한국신당 1석 무소속 11석                |
| 2000년 2월 15일  | 송업교 → 박상복 | 자유민주연합                  | 전국구                           | 송업교 탈당으로 의원직 상실 박상복 승계                 |             | 한나라당 132석 새천년민주당 102석 자유민주연합 53석 희망의한국신당 1석 무소속 11석                |
| 2000년 2월 18일  | 정한용          | 무소속 → 자유민주연합         | 서울 구로구 갑                   | 자민련 입당                                             | ±1          | 한나라당 132석 새천년민주당 101석 자유민주연합 54석 희망의한국신당 1석 무소속 11석                |
| 2000년 2월 18일  | 김인곤          | 새천년민주당 → 무소속         | 전남 함평군·영광군               | 새천년민주당 탈당                                       | ±1          | 한나라당 132석 새천년민주당 101석 자유민주연합 54석 희망의한국신당 1석 무소속 11석                |
| 2000년 2월 19일  | 백남치          | 한나라당 → 무소속             | 서울 노원구 갑                   | 한나라당 탈당                                           | ±1          | 한나라당 131석 새천년민주당 101석 자유민주연합 54석 희망의한국신당 1석 무소속 12석                |
| 2000년 2월 22일  | 신상우          | 한나라당 → 무소속             | 부산 사상구 을                   | 한나라당 탈당                                           | ±2          | 한나라당 129석 새천년민주당 101석 자유민주연합 54석 희망의한국신당 1석 무소속 14석                |
| 2000년 2월 22일  | 한승수          | 한나라당 → 무소속             | 강원 춘천시 갑                   | 한나라당 탈당                                           | ±2          | 한나라당 129석 새천년민주당 101석 자유민주연합 54석 희망의한국신당 1석 무소속 14석                |
| 2000년 2월 22일  | 김철 → 황승민   | 한나라당                      | 전국구                           | 김철 탈당으로 의원직 상실 황승민 승계                   |             | 한나라당 129석 새천년민주당 101석 자유민주연합 54석 희망의한국신당 1석 무소속 14석                |
| 2000년 2월 23일  | 백남치          | 무소속 → 자유민주연합         | 서울 노원구 갑                   | 자민련 입당                                             | ±1          | 한나라당 127석 새천년민주당 101석 자유민주연합 54석 희망의한국신당 1석 무소속 16석                |
| 2000년 2월 23일  | 조영재          | 자유민주연합 → 탈당           | 대전 유성구                      | 자민련 탈당                                             | ±1          | 한나라당 127석 새천년민주당 101석 자유민주연합 54석 희망의한국신당 1석 무소속 16석                |
| 2000년 2월 23일  | 조순            | 한나라당 → 탈당               | 강원 강릉시 을                   | 한나라당 탈당                                           | ±2          | 한나라당 127석 새천년민주당 101석 자유민주연합 54석 희망의한국신당 1석 무소속 16석                |
| 2000년 2월 23일  | 노기태          | 한나라당 → 탈당               | 경남 창녕군                      | 한나라당 탈당                                           | ±2          | 한나라당 127석 새천년민주당 101석 자유민주연합 54석 희망의한국신당 1석 무소속 16석                |
| 2000년 2월 24일  | 박준규          | 자유민주연합 → 무소속         | 대구 중구                        | 자민련 탈당                                             | ±1          | 한나라당 127석 새천년민주당 102석 자유민주연합 52석 희망의한국신당 2석 무소속 16석                |
| 2000년 2월 24일  | 김고성          | 자유민주연합 → 희망의한국신당 | 충남 연기군                      | 당적변경                                                | ±1          | 한나라당 127석 새천년민주당 102석 자유민주연합 52석 희망의한국신당 2석 무소속 16석                |
| 2000년 2월 24일  | 강현욱          | 무소속 → 새천년민주당         | 전북 군산시 을                   | 새천년민주당 입당                                       | ±1          | 한나라당 127석 새천년민주당 102석 자유민주연합 52석 희망의한국신당 2석 무소속 16석                |
| 2000년 2월 25일  | 서석재          | 새천년민주당 → 무소속         | 부산 사하구 갑                   | 새천년민주당 탈당                                       | ±1          | 한나라당 127석 새천년민주당 101석 자유민주연합 52석 희망의한국신당 2석 무소속 17석                |
| 2000년 2월 26일  | 변웅전          | 자유민주연합 → 무소속         | 충남 서산시·태안군               | 자민련 탈당                                             | ±1          | 한나라당 127석 새천년민주당 101석 자유민주연합 51석 희망의한국신당 2석 무소속 18석                |
| 2000년 2월 27일  | 김상현          | 새천년민주당 → 무소속         | 서울 서대문구 갑                 | 새천년민주당 탈당                                       | ±2          | 한나라당 127석 새천년민주당 99석 자유민주연합 51석 희망의한국신당 2석 무소속 20석                 |
| 2000년 2월 27일  | 박정훈          | 새천년민주당 → 무소속         | 전북 임실군·순창군               | 새천년민주당 탈당                                       | ±2          | 한나라당 127석 새천년민주당 99석 자유민주연합 51석 희망의한국신당 2석 무소속 20석                 |
| 2000년 2월 29일  | 김영진          | 한나라당 → 자유민주연합       | 강원 원주시 을                   | 당적변경                                                | ±1          | 한나라당 125석 새천년민주당 99석 자유민주연합 52석 희망의한국신당 2석 무소속 21석                 |
| 2000년 2월 29일  | 김재천          | 한나라당 → 무소속             | 경남 진주시 갑                   | 한나라당 탈당                                           | ±1          | 한나라당 125석 새천년민주당 99석 자유민주연합 52석 희망의한국신당 2석 무소속 21석                 |
| 2000년 3월 3일   | 이인구          | 자유민주연합 → 무소속         | 대전 대덕구                      | 자민련 탈당                                             | ±1          | 한나라당 125석 새천년민주당 99석 자유민주연합 51석 희망의한국신당 2석 무소속 22석                 |
| 2000년 3월 4일   | 오세응          | 한나라당 → 자유민주연합       | 경기 성남시 분당구               | 당적변경                                                | ±1          | 한나라당 124석 새천년민주당 99석 자유민주연합 52석 희망의한국신당 2석 무소속 22석                 |
| 2000년 3월 6일   | 김동주          | 자유민주연합 → 무소속         | 부산 해운대구·기장군 을          | 자민련 탈당                                             | ±1          | 한나라당 124석 새천년민주당 99석 자유민주연합 50석 희망의한국신당 3석 무소속 23석                 |
| 2000년 3월 6일   | 이상만          | 자유민주연합 → 희망의한국신당 | 충남 아산시                      | 당적변경                                                | ±1          | 한나라당 124석 새천년민주당 99석 자유민주연합 50석 희망의한국신당 3석 무소속 23석                 |
| 2000년 3월 8일   | 서훈            | 한나라당 → 민주국민당         | 대구 동구 을                     | 민주국민당 창당                                         | ±2          | 한나라당 122석 새천년민주당 99석 자유민주연합 50석 민주국민당 10석 희망의한국신당 3석 무소속 15석 |
| 2000년 3월 8일   | 김윤환          | 한나라당 → 민주국민당         | 경북 구미시 을                   | 민주국민당 창당                                         | ±2          | 한나라당 122석 새천년민주당 99석 자유민주연합 50석 민주국민당 10석 희망의한국신당 3석 무소속 15석 |
| 2000년 3월 8일   | 김상현          | 무소속 → 민주국민당           | 서울 서대문구 갑                 | 민주국민당 창당                                         | ±8          | 한나라당 122석 새천년민주당 99석 자유민주연합 50석 민주국민당 10석 희망의한국신당 3석 무소속 15석 |
| 2000년 3월 8일   | 김동주          | 무소속 → 민주국민당           | 부산 해운대구·기장군 을          | 민주국민당 창당                                         | ±8          | 한나라당 122석 새천년민주당 99석 자유민주연합 50석 민주국민당 10석 희망의한국신당 3석 무소속 15석 |
| 2000년 3월 8일   | 신상우          | 무소속 → 민주국민당           | 부산 사상구 을                   | 민주국민당 창당                                         | ±8          | 한나라당 122석 새천년민주당 99석 자유민주연합 50석 민주국민당 10석 희망의한국신당 3석 무소속 15석 |
| 2000년 3월 8일   | 한승수          | 무소속 → 민주국민당           | 강원 춘천시 갑                   | 민주국민당 창당                                         | ±8          | 한나라당 122석 새천년민주당 99석 자유민주연합 50석 민주국민당 10석 희망의한국신당 3석 무소속 15석 |
| 2000년 3월 8일   | 조순            | 무소속 → 민주국민당           | 강원 강릉시 을                   | 민주국민당 창당                                         | ±8          | 한나라당 122석 새천년민주당 99석 자유민주연합 50석 민주국민당 10석 희망의한국신당 3석 무소속 15석 |
| 2000년 3월 8일   | 박정훈          | 무소속 → 민주국민당           | 전북 임실군·순창군               | 민주국민당 창당                                         | ±8          | 한나라당 122석 새천년민주당 99석 자유민주연합 50석 민주국민당 10석 희망의한국신당 3석 무소속 15석 |
| 2000년 3월 8일   | 노기태          | 무소속 → 민주국민당           | 경남 창녕군                      | 민주국민당 창당                                         | ±8          | 한나라당 122석 새천년민주당 99석 자유민주연합 50석 민주국민당 10석 희망의한국신당 3석 무소속 15석 |
| 2000년 3월 8일   | 이수인          | 무소속 → 민주국민당           | 전국구(한나라당 제명)            | 민주국민당 창당                                         | ±8          | 한나라당 122석 새천년민주당 99석 자유민주연합 50석 민주국민당 10석 희망의한국신당 3석 무소속 15석 |
| 2000년 3월 8일   | 윤원중 → 박창달 | 한나라당                      | 전국구                           | 윤원중 탈당으로 의원직 상실 박창달 승계                 |             | 한나라당 122석 새천년민주당 99석 자유민주연합 50석 민주국민당 10석 희망의한국신당 3석 무소속 15석 |
| 2000년 3월       | 홍문종          | 새천년민주당 → 무소속         | 경기 의정부시                    | 새천년민주당 탈당                                       | ±1          | 한나라당 122석 새천년민주당 98석 자유민주연합 50석 민주국민당 10석 희망의한국신당 3석 무소속 16석 |
| 2000년 4월 19일  | 김복동          | 자유민주연합                  | 대구 동구 갑                     | 사망                                                    | -1          | 한나라당 122석 새천년민주당 98석 자유민주연합 49석 민주국민당 10석 희망의한국신당 3석 무소속 16석 |

## 같이 보기
- 대한민국 제15대 국회의원 목록
- 대한민국 제15대 총선